# Lista de ex-alunos da Pontifícia Universidade Católica de São Paulo
Esta lista visa a reunir os ex-alunos notórios que concluíram ou não seus cursos na Pontifícia Universidade Católica de São Paulo (PUC-SP).

## Faculdade de Ciências Humanas e da Saúde - FaCHS
- (Psicologia) - Maria Alice Setúbal: Presidente do Conselho de Administração do Centro de Estudos e Pesquisas em Educação, Cultura e Ação Comunitária (Cenpec) e Presidente da Fundação Tide Setúbal.
- (Psicologia) - Marisa Orth[1]: atriz, cantora, comediante e produtora.
- (Psicologia) - Marta Suplicy[2]: senadora por São Paulo, ex-prefeita do município de São Paulo, ex-Ministra de Estado da Cultura, ex-Ministra de Estado do Turismo, ex-deputada federal por São Paulo.

## Faculdade de Ciências Médicas e da Saúde - FCMS
- (Medicina) - Linamara Rizzo Batistella: Secretária Estadual dos Direitos da Pessoa com Deficiência.[3]
- (Medicina) - Nabil Ghorayeb: Chefe de Seção Médica de Cardiologia do Esporte do Instituto Dante Pazzanese de Cardiologia, Coordenador da Clínica Integrada de Medicina do Esporte e Exercício do Hospital do Coração (HCor) e Vencedor do Prêmio Jabuti em 2000, na categoria “Ciências Naturais e Ciências da Saúde.[4]
- (Medicina) - Osmar de Oliveira[5]: médico ortopedista, trabalhou como médico Comitê Olímpico Brasileiro.

## Faculdade de Ciências Sociais - FACSOC
- (Relações Internacionais) - Jamil Chade: Eleito como um dos 40 jornalistas mais influentes do Brasil, correspondente do Estadão na ONU há 16 anos,[quando?] passou por mais de 60 países em reportagens, foi um dos pesquisadores da Comissão Nacional da Verdade e é autor de quatro livros.[6]

## Faculdade de Direito
- (Direito) - Carlos Alberto Di Franco: advogado, jornalista e colunista.
- (Direito) - Denise Abreu: ex-pré-candidata à Presidência da República.[7]
- (Direito) - Gabriel Chalita: Secretário municipal da Educação de São Paulo e ex-Secretário estadual da Educação de São Paulo.
- (Direito) - José Dirceu: ex-Ministro de Estado da Casa Civil, ex-Deputado Estadual de São Paulo, ex-Deputado Federal por São Paulo.
- (Direito) - Nina Beatriz Stocco Ranieri, Professora Associada da Faculdade de Direito da Universidade de São Paulo.
- (Direito) - José de Abreu: ator.
- (Direito) - Luiz Edson Fachin: Ministro do Supremo Tribunal Federal.[8]
- (Direito) - Michel Temer: 37° Presidente da República do Brasil, 24° Vice-Presidente da República do Brasil, ex-Presidente da Câmara dos Deputados do Brasil (por 2 vezes), ex-Deputado Federal por São Paulo, ex- Secretário estadual da Segurança de São Paulo (por 2 vezes) e ex-Procurador do Estado de São Paulo.
- (Direito) - Reynaldo Gianecchini: ator e modelo.
- (Direito) - Shigeaki Ueki: empresário, ex-Ministro de Estado de Minas e Energia do Brasil e ex-presidente da Petrobrás.
- (Direito) - Luciana Zaffalon, ativista de direitos humanos
- (Direito) - Cristiano Zanin, ex-advogado de defesa de Luiz Inácio Lula da Silva, nos processos da Operação Lava Jato, e Ministro do Supremo Tribunal Federal.

## Faculdade de Economia, Administração, Contábeis e Atuariais - FEA
- (Administração) - Alexandre Caldini Neto: executivo, empresário, escritor, palestrante e membro de conselhos administrativos. Ex-presidente da Editora Abril e ex-presidente do Jornal Valor Econômico.[9]
- (Administração) - Amir Slama: empresário, executivo, estilista e dono da marca Rosa Chá.
- (Administração) - Charles Gavin: empresário, músico, produtor e ex-baterista dos Titãs.
- (Administração) - Felipe Andreoli: empresário, músico, produtor e baixista da banda Angra.
- (Administração) - Frederico Chaves Guedes: jogador de futebol e diretor de planejamento esportivo do Fluminense Football Club
- (Administração) - Leonardo Young: empresário, executivo e vencedor do MasterChef Brasil 2016.[10]
- (Administração) - Luiz Fernando Furlan: empresário, executivo e ex-Ministro de Estado do Desenvolvimento, Indústria e Comércio Exterior.
- (Ciências Econômicas) - André Perfeito: executivo, economista-chefe da Gradual Investimentos e eleito economista-chefe do ano de 2016 pela Ordem dos Economistas do Brasil (OEB)[11][12]
- (Ciências Econômicas) - Bruno Covas: 53° Prefeito de São Paulo, 22° Vice-prefeito de São Paulo, Deputado Federal por São Paulo, Secretário estadual de Meio Ambiente de São Paulo e Deputado Estadual de São Paulo.
- (Ciências Econômicas) - Eduardo Guardia: Ministro da Fazenda do Brasil. Foi Secretário-Executivo do Ministério da Fazenda (Gestão Henrique Meirelles), Secretário do Tesouro Nacional (Gestão Pedro Malan), Secretário da Fazenda do Estado de São Paulo (Governo Geraldo Alckmin) e Diretor Executivo de Produtos e Relações com Investidores da Bolsa de Valores de São Paulo.[13]
- (Ciências Econômicas) - Gabriel Galípolo: Diretor de Política Monetária do Banco Central do Brasil, Secretário-Executivo do Ministério da Fazenda e Presidente do Conselho de Administração do Banco do Brasil.
- (Ciências Econômicas) - José Xavier Cortez: empresário e fundador da Editora Cortez & Moraes e da Editora Cortez.
- (Ciências Econômicas) - Maurício Precivalle Galiotte: 39° Presidente da Sociedade Esportiva Palmeiras, membro do Conselho Deliberativo da Sociedade Esportiva Palmeiras e executivo.
- (Ciências Econômicas) - Nicandro Durante: executivo e CEO da British American Tobacco (BAT).

## Faculdade de Educação - FE
- (Filosofia e Pedagogia) - André Franco Montoro: ex-Governador do Estado de São Paulo, ex-Senador por São Paulo, ex-Deputado Federal por São Paulo, ex-Ministro de Estado do Trabalho e ex-Deputado Estadual por São Paulo.

## Faculdade de Filosofia, Comunicação, Letras e Artes - FAFICLA
- (Comunicação das Artes do Corpo) - Leandra Leal: atriz.
- (Comunicação das Artes do Corpo) - Rui Ricardo Dias: ator.
- (Comunicação Social) - Luciana Liviero: jornalista.
- (Comunicação Social) - Monalisa Perrone[14]: jornalista.
- (Comunicação Social) - Rafael Cortez: repórter.
- (Comunicação Social) - Rita Lisauskas: jornalista.
- (Filosofia e Pedagogia) - André Franco Montoro: ex-Governador do Estado de São Paulo, ex-Senador por São Paulo, ex-Deputado Federal por São Paulo, ex-Ministro de Estado do Trabalho e ex-Deputado Estadual por São Paulo.
- (Filosofia) - Zé Celso: teatrólogo
- (Jornalismo) - Mariana Ferrão: apresentadora na Rede Globo.[15]
- (Jornalismo)- Ubirajara Iglécio Neto (Bira): Apresentador do canal do YouTube Desimpedidos
- (Jornalismo)- Marília Galvão: Apresentadora do canal do YouTube Desimpedidos e ex repórter da ESPN Brasil e Federação Paulista de Futebol
- (Jornalismo) Ana Thaís Matos: Apresentadora e comentarista do SporTV e da TV Globo
- (Letras) - Bráulio Mantovani: roteirista e primeiro roteirista brasileiro a ser indicado ao Oscar pelo filme Cidade de Deus, de Fernando Meirelles.[16]
- (Letras) - Ernani Terra: linguista.
- (Letras) - Flávia Fusaro: Diretora-secretária da Associação Profissional de Intérpretes de Conferência e Tradutora credenciada pela American Translators Association e intérprete autônoma, membro efetivo.[17]
- (Multimeios) - Tulipa Ruiz: cantora.

## Faculdade de Teologia
- (Teologia) - Fábio Parpinelli: apresentador e radialista.[18]